# Park Tae-ha
Park Tae-ha ((박태하?, 朴泰夏?); 29 maggio 1968) è un allenatore di calcio ed ex calciatore sudcoreano, di ruolo attaccante, attuale tecnico dello Pohang Steelers.

## Palmarès

### Giocatore

#### Competizioni nazionali
- K-League: 1

Pohang Steelers: 1992
- Coppa di Corea: 1

Pohag Steelers: 1996

#### Competizioni internazionali
- AFC Champions League: 2

Pohang Steelers: 1996-1997, 1997-1998

### Allenatore

#### Competizioni nazionali
- China League One: 1

Yanbian Funde: 2015
- Coppa della Corea del Sud: 2

Pohang Steelers: 2023, 2024